# Літки (Росія)
Лі́тки (рос. Летки, ерз. Летки) — село у складі Старошайговського району Мордовії, Росія. Входить до складу Старошайговського сільського поселення.
Населення — 360 осіб (2010; 401 у 2002).
Національний склад (станом на 2002 рік):
- росіяни — 86 %

У селі народився Геро Радянського Союзу Шаріков Микола Григорович (1922-1991).